# Bijou Theatre (Manhattan)
Ne doit pas être confondu avec Bijou Theatre (Manhattan, 1917).
À l'origine, le Theatre Brighton, situé entre la 30e et 31e rue au 1239 Broadway, a été transformé d'un établissement de boissons et jeux en un théâtre de variétés, et a été ouvert le 26 août 1878 avec Jerry Thomas comme propriétaire. Le théâtre change plusieurs fois de nom, l'avocat de Baltimore John A. McCaull (en), et Charles E. Ford le prenne en charge et en font un théâtre plus moderne et mieux réglementé, sous le nom de Bijou Opera-house. Il rouvre ses portes le 31 mars 1880, et connait un grand succès,. En 1881 et 1882, Lillian Russell y apparaît dans trois opérettes différentes,.
Le théâtre, s'avérant être trop petit pour être rentable, des travaux commencent après le 7 juillet 1883 pour le rénover. 
R. E. J. Miles et W. B. Barton louent les locaux du propriétaire Edward F. James pendant cinq ans. Ils conviennent d'avancer suffisamment d'argent pour construire un nouveau théâtre, conçu par J. B. McElfatrick & Son, il ouvre le 1er décembre 1883 sous le nom de Bijou Theatre.
En 1883, la première mise en scène est Orpheus and Eurydice, une adaptation de Max Freeman d'Orphée aux enfers de Jacques Offenbach,. 
À la même période, la comédie musicale burlesque Adonis, mettant en vedette Henry E. Dixey, est jouée pour la 603e fois au Bijou Theatre qui ouvre ses portes le 4 septembre 1884.